# Рісса Аг Була
Рісса Аг Була (фр. Rhissa Ag Boula; (1957 , Tchirozérined, Регіон Агадес )) — державний і політичний діяч Нігер. Був лідером повстанських угруповань під час Туарезького повстання (1990—1995) і Туарезького повстання (2007—2009). З 1996 по 1999 рік був міністром туризму Нігеру, а потім, після невеликої перерви, з 1999 по 2004 рік. У 2004 році заарештований за звинуваченням у вбивстві, що спровокувало збройний конфлікт між його прихильниками і урядом країни. Став одним з політичних лідерів Нігеру після підписання мирної угоди в 1995 році, але в 2007 році знову приєднався до повстанців і в 2008 році створив свою власну коаліцію, перебуваючи за кордоном. У 2009 році брав участь у мирному врегулюванні Туарезького повстання, а в 2010 році був заарештований після повернення в Нігер.

## Біографія
У 1990-х роках був лідером «Фронту визволення Аїру та Азауаку», однієї з двох основних повстанських туарезьких угрупувань. Разом з Мано Даяком став лідером «Організації збройного опору», яка уклала мирну угоду з урядом Нігеру. 15 квітня 1995 року підписано мирну «Уагадузьку угоду», а в 1996 році відбувся державний переворот у Нігері і Рісса Аг Була почав свою політичну діяльність в уряді країни при Президентові Ібрагіме Барі Майнассаре: з 1996 по квітень 1999 року обіймав посаду міністра туризму Нігеру і виступав за розширення міжнародного туризму в регіоні Агадес. Після державного перевороту 1999 року і повернення до демократії був знову призначений міністром туризму при Президентові Мамаду Тандже. Входив до складу виконавчого органу партії «Союз за демократію і соціальний прогрес»(UDPS) з 1990 по 2005 рік, а потім був головою партії з 2005 по 2008 рік.
У 2004 році звинувачений у співучасті вбивства активіста правлячої партії «Національний рух за суспільство розвитку» Адама Аманге в Чірозеріні. 13 лютого 2004 року звільнений з посади міністра, а 14 липня засуджений за замовне вбивство трьох чоловіків. Починаючи з липня 2005 року кілька колишніх повстанців-туарегів на чолі з братом Ріси — Мохамедом Аг Була почали серію атак на півночі країни, кульмінацією яких стало викрадення трьох нігерських поліцейських і одного солдата з вимогою звільнити колишнього міністра. Переговори в Лівії призвели до тимчасового звільнення Ріси Аг Були в березні 2005 року, через місяць після повернення заручників.
У 2007 році в північній частині Нігеру спалахнуло нове повстання, частково через те, що положення мирної угоди 1995 року не дотримувалися. Рісса Аг Була спочатку намагався виступити посередником від імені повстанців, перебуваючи у вигнанні в Європі. У січні 2008 року оголосив про приєднання до повстанського руху, що викликало осуд уряду в Ніамеї. Виправдувальний вирок за звинуваченнями 2004 року був скасований, і суд заочно визнав його винним у вбивстві. 13 липня 2008 року суд Нігера засудив Рісу Аг Булу до смертної кари. Наприкінці 2008 року він оголосив, що формує свій повстанський рух «FFR». У 2009 році рух «FFR» приєднався до мирного процесу, спонсорованого Лівією, який призвів до закінчення конфлікту в травні 2009 року і загальної амністії для всіх за злочини, скоєних в ході військових дій.
18 лютого 2010 року в Нігері стався державний переворот. Рісса Аг Була та інші колишні лідери повстанців повернулися в Ніамей, чинячи тиск на військову хунту з метою прискорити реабілітацію учасників військових дій. 29 березня 2010 року був заарештований у Ніамеї разом з майором Кіндо Задою, який дезертирував на бік повстанців у 2007 році. Преса припустила, що вони затримані за злочинами, не пов'язаними з повстанням туарегів 2007—2009 років.
У січні 2011 року обраний регіональним радником Агадеса на чотири роки, а у вересні 2011 року призначений радником президента Махамаду Іссуфу. У вересні 2011 року помічений на чолі великого конвою, що в'їжджає в Нігер з Лівії, що складається з більш ніж дюжини пікапів з озброєними лівійськими військовими. Рісса Аг Була заперечує, що був у складі конвою. У 2012 році засудив початок Туарезького повстання в Малі. У 2024 році Рісса Аг Була отримує статус шукача притулку у Франції..